# Moravský Beroun
Moravský Beroun (in tedesco Bärn) è una città della Repubblica Ceca facente parte del distretto di Olomouc, nella regione di Olomouc.